# とぼけた奴ら
『とぼけた奴ら』（とぼけたやつら）は、1967年10月6日から1968年3月29日まで6ヶ月間、NETテレビ（現・テレビ朝日）系列にて放映されたテレビドラマ。

## 概要・あらすじ
医者の金子大三、情報屋の斉木竜一、ルポライターの野川虎男は、“おとぼけトリオ”と言われている。ある日、自分たちが大変お世話になっていた、日本タイムズ外信部長の高野が突然、謎の死を遂げる。3人はその事件の真相を暴こうと、3人をサポートする形で入った高野の娘・秋子と共に動き出す。3人は途中、関係ない事件に巻き込まれたり、誤解や危険にさらされたり様々な目に遭うが、それでも本業を差し置いて、探偵ごっこ感覚で活躍していく。
『生きているヒーローたち 東映TVの30年』（1989年・講談社 刊、45頁）では「ハードボイルドコメディ」と紹介されている。
なお本作をもってNET金曜21時枠のドラマ路線は中断、この後は毎日放送制作映画番組『金曜名画座→九時です!日本映画です!→日本映画』が編成され、ドラマが再開されるのは1971年10月開始の『すいーとぽてと』（MBS制作）、NET制作に至っては、腸捻転解消後の1975年4月開始の『ザ★ゴリラ7』からである。
- 本作品は第1話「メロディーが俺たちを狙う」のオープニング部分のみがVHSビデオ・LDソフト化されている。
- 東映チャンネルでもこれまでに第1話の放映もされていない為、第1話のオープニング部分以外のポジ・ネガフィルムの現存は不明である。

## 放映データ
- 放映期間：1967年10月6日〜1968年3月29日
- 放映曜日・放映時間帯：毎週金曜日21時〜21時56分
- 放映話数：全26話
- 放映形式：モノクロ16mmフィルム

### スタッフ
- プロデューサー：塙淳一、千野栄彦
- 脚本：放映リスト参照
- 監督：放映リスト参照
- 音楽：鏑木創
- 制作：NET、東映テレビプロ

## 出演者
- 千秋実（金子大三）
- 高松英郎（斉木竜一）
- 勝呂誉（野川虎男）
- 川口晶（高野秋子）
- 高原駿雄（三谷刑事）
- 藤田佳子
- 中原早苗
- 瞳麗子
- 小笠原慶子
- 名古屋章

## 放映リスト
| 回数 | 放送日         | サブタイトル                 | 脚本            | 監督       | ゲスト                                   |
| ---- | -------------- | ---------------------------- | --------------- | ---------- | ---------------------------------------- |
| 1    | 1967年 10月6日 | メロディーが俺たちを狙う     | 柴英三郎        | 松島稔     | 河津清三郎、沢たまき                     |
| 2    | 10月13日       | 可愛い女はなに思う           | 柴英三郎        | 松島稔     | 梓英子、安部徹                           |
| 3    | 10月20日       | ダイナマイトが口笛を吹く     | 阿部桂一        | 今村農夫也 |                                          |
| 4    | 10月27日       | 白いコルトとルーレット       | 阿部桂一        | 松島稔     | 原良子                                   |
| 5    | 11月3日        | 変装こそ最大の作戦           | 西沢裕子        | 松島稔     | 南美江、皆川和子、稲垣昭三               |
| 6    | 11月10日       | プレイボーイ・危機一髪       | 阿部桂一        | 今村農夫也 | 松本染升                                 |
| 7    | 11月17日       | 殺し屋が霊柩車でやって来る   | 阿部桂一        | 今村農夫也 | 宮園純子、高橋俊行、高城淳一             |
| 8    | 11月24日       | 逃げろ!十二時間              | 柴英三郎        | 今村農夫也 | 織本順吉、渥美国泰                       |
| 9    | 12月1日        | ダイヤモンドが笑っている     | 押川國秋        | 松島稔     | 片山明彦、増田順司、真山達               |
| 10   | 12月8日        | お茶とギャンブルに気をつけろ | 阿部桂一        | 松島稔     | 江幡高志、加賀千加子                     |
| 11   | 12月15日       | 謎の女に命を賭けた           | 深沢一夫        | 今村農夫也 | 真理アンヌ、高橋正夫、森幹太、森山周一郎 |
| 12   | 12月22日       | 甘い香りが危険をはこぶ       | 岡本克己        | 今村農夫也 | 多々良純、池田忠夫、堀川真知子           |
| 13   | 12月29日       | 女の脚が死を招く             | 横山保朗        | 松島稔     | 金井大、東京子、三条美紀、三角八郎       |
| 14   | 1968年 1月5日  | 覆面ギャングを追え           | 柴英三郎        | 松島稔     | 伊沢一郎、谷村昌彦、長谷川待子           |
| 15   | 1月12日        | ニトログリセリンでぶっとばせ | 押川國秋        | 今村農夫也 | 戸田皓久、南風夕子                       |
| 16   | 1月19日        | 夜の来訪者                   | 阿部桂一        | 今村農夫也 | 牧紀子、幸田宗丸、新井茂子               |
| 17   | 1月26日        | 地獄から来たあいつ           | 阿部桂一        | 松島稔     | 松本染升、渡辺千世、須藤健               |
| 18   | 2月2日         | 死刑は午前七時だぜ           | 岡本克己        | 松島稔     | 仁木多鶴子、美弥たか子、山田彰           |
| 19   | 2月9日         | 赤い蝶が悪魔を呼ぶ           | 横山保朗        | 永野靖忠   | 川野耕司、阿部寿美子、霧立はるみ         |
| 20   | 2月16日        | 危険な遊びが死を招く         | 深沢一夫        | 永野靖忠   | 浅野進治郎、南寿美子、串田和美、聖恵子   |
| 21   | 2月23日        | 貴様も俺も大幹部             | 阿部桂一        | 北村秀敏   | 永山一夫、生田三津子、安藤三男           |
| 22   | 3月1日         | ゴキブリよ安らかに眠れ       | 横山保朗        | 北村秀敏   | 石橋蓮司、綾川香、簡野典子               |
| 23   | 3月8日         | 王女は裸で勝負する           | 押川國秋        | 鈴木敏郎   | ローザ姉川、天路圭子、杉義一             |
| 24   | 3月15日        | 女は度胸というけれど         | 津田幸夫        | 鈴木敏郎   | 高毬子、南七七子、森節子、田沼瑠美子     |
| 25   | 3月22日        | 雪だるまが口笛を吹く         | 柴英三郎 田上雄 | 松島稔     | 中庸介、福山象三、宗近晴見               |
| 26   | 3月29日        | 解決編・虎が死んじまった!!   | 柴英三郎 松島稔 | 松島稔     | 神田隆                                   |

## 前後番組
| NET（現：テレビ朝日） 金曜21:00〜21:56 枠 【当番組までNET制作枠&ドラマ枠】 | NET（現：テレビ朝日） 金曜21:00〜21:56 枠 【当番組までNET制作枠&ドラマ枠】 | NET（現：テレビ朝日） 金曜21:00〜21:56 枠 【当番組までNET制作枠&ドラマ枠】 |
| 前番組                                                                     | 番組名                                                                     | 次番組                                                                     |
| -------------------------------------------------------------------------- | -------------------------------------------------------------------------- | -------------------------------------------------------------------------- |
| 白い巨塔 （佐藤慶主演版）                                                  | とぼけた奴ら                                                               | 金曜名画座 （21:00〜22:45） 【MBS制作】                                    |